# 百加得151

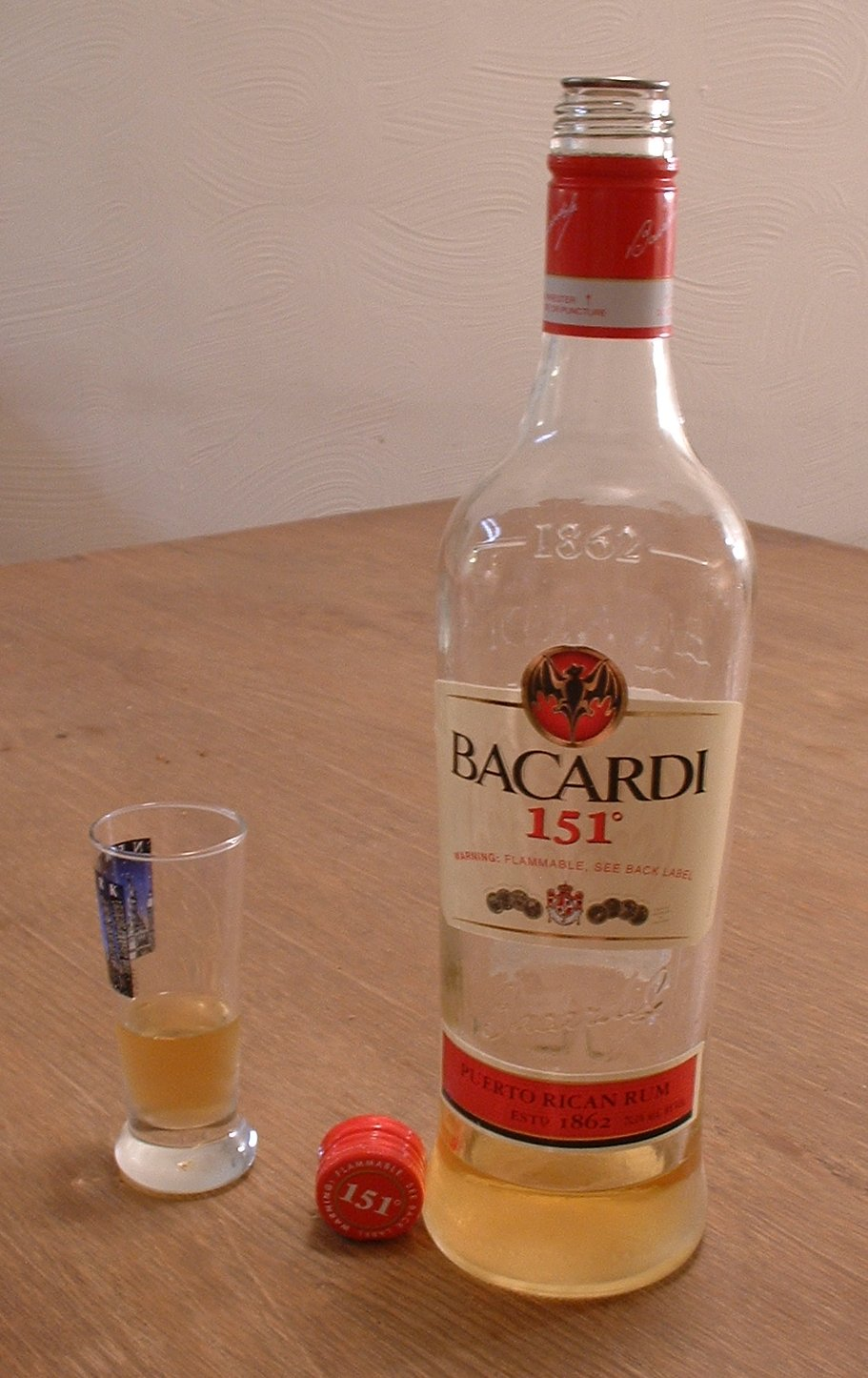
已被開瓶過的百加得151

百加得151（英語：Bacardi 151），是來自百慕達漢密爾頓的百加得公司的一款已停產蘭姆酒。百加得151的名字，來源於其美制標準酒度為151（等同酒精濃度75.5%），遠高於一般蘭姆酒的35%至45%之酒精濃度。百加得151至少從1963年起，至2016年停產的這段期間，有在美國進行銷售。

## 易燃性和安全性
就像所有烈酒一樣，百加得151是可以點燃的。百加得151在瓶體的標籤上有幾個標示警告該款酒不能接觸明火。百加得151瓶口亦有加置阻火器避免瓶內蘭姆酒著火，以防消費者無視瓶上標示警告，並將蘭姆酒點燃使用（例如焰燒）

## 調酒
百加得151通常用於甜感調酒中，例如“颶風”和“Caribou Lou”。這兩款調酒結合了百加得151和果汁等其他元素調配而成。

## 外部連結
- 官方网站